# NGC 5303B
NGC 5303B (другие обозначения — MCG 7-28-66, ZWG 218.46, KUG 1345+385B, KCPG 397B, PGC 48920) — спиральная галактика (морфологический тип Sbc) в созвездии Гончих Псов на расстоянии около 24 Мпк.
Этот объект не входит в число перечисленных в оригинальной редакции «Нового общего каталога» и был добавлен позднее. В 2,7 угловых минутах к северу находится более крупная спиральная галактика NGC 5303. Эта пара галактик физическая, они находятся близко друг к другу в пространстве, а не только в проекции на небесную сферу. пара занесена в каталог изолированных пар галактик под обозначением KPG 397.
Благодаря сравнению снимков в линии Hα и областей HII (ионизированного водорода) было проведено исследование относительно недавней истории звездообразования в зависимости от позиции в этой галактике